# SWAT (Computerspielreihe)
SWAT ist eine Computerspielreihe der Firma Sierra Entertainment. Der Spieler übernimmt darin die Kontrolle über ein SWAT-Team, eine Spezialeinheit der US-amerikanischen Polizei, mit der Aufgabe der Verbrechensbekämpfung. Die einzelnen Spiele der Serie unterscheiden sich stark in der grafischen Darstellung.

## Ursprünge
Die SWAT-Reihe ist eine Fortsetzung Sierras klassischer Adventurespielreihe Police Quest. In der Mitte der 1990er Jahre nahm die Beliebtheit dieses Genres stetig ab und Jimm Walls, der ehemalige Designer der Serie, verließ Sierra. Er wurde durch Daryl F. Gates, den Mitgründer der SWAT-Einheiten in Los Angeles, ersetzt (nachdem dieser erst kurz zuvor nach den Unruhen in Los Angeles 1992 aus seinem Amt als Polizeichef von Los Angeles entlassen worden war). Gates veröffentlichte die Fortsetzung Open Season, die jedoch durch langatmige Spielmechanik und ihre zu klischeehafte Handlung floppte. Sierra suchte daraufhin nach einem neuen Genre für ihre beliebte Polizei-Simulations-Reihe.

## Spiele

### Police Quest: SWAT
Der erste Teil der Reihe, das im Jahr 1995 veröffentlichte Police Quest: SWAT, war eine Mischung aus interaktivem Spielfilm mit Full-Motion-Videosequenzen und arcade-artigen Schieß-Sequenzen. In den vier sehr detaillierten Missionen konnte der Spieler über interaktive Auswahlmöglichkeiten Entscheidungen treffen, um die Handlung zu beeinflussen. Der Spielausgang wurde vor allem durch die genaue Befolgung der Vorgehensweisen und Einsatz von Teamwork bestimmt. Das Spiel erlitt jedoch dasselbe Schicksal wie viele andere Spiele dieses Genres, die während der sogenannten Multimedia-Explosion Mitte der 90er Jahre veröffentlicht wurden.

### Police Quest: SWAT 2
Nach diesem erneuten Flop dauerte es drei Jahre, bis ein weiteres Spiel veröffentlicht wurde. Police Quest: SWAT 2 (1998) war ein team-basiertes Echtzeit-Strategiespiel mit isometrischer Perspektive im Stile der klassischen X-COM- oder Jagged-Alliance-Spiele, betonte dabei aber mehr die taktische Komponente. Neben der 15 Missionen langen SWAT-Kampagne gab es eine zweite Kampagne auf Seiten der Terroristen, in der Geiselnahmen, Bombenanschläge und Attentate verübt werden mussten.
Auch bei der Entwicklung dieses Titels war Daryl F. Gates wieder beteiligt. SWAT 2 erhielt sehr viel bessere Kritiken als seine Vorgänger, litt jedoch unter der zu komplexen Benutzeroberfläche und der mangelhaften KI.
Einen Cameo-Auftritt hat Sonny Bonds, der Protagonist der alten Police-Quest-Adventures. Er taucht in diesem Spiel als einer der auswählbaren Polizisten auf, den der Spieler seinem SWAT-Team zuteilen kann.

### SWAT 3: Close Quarters Battle
Das bis heute erfolgreichste Spiel der Reihe ist der dritte Teil, das im Jahr 1999 veröffentlichte SWAT 3: Close Quarters Battle. Abermals wurde die Spielmechanik gegenüber dem Vorgänger fast vollständig geändert. Nachdem man mehrfach mit der grafischen Darstellung experimentiert hatte, nutzte Sierra nun erstmals eine 3D-Grafik-Engine, wodurch SWAT 3 zu einem echten Taktik-Shooter wurde, vergleichbar mit Tom Clancy’s Rainbow Six. Ein Unterschied zu den meisten Spielen des Genres besteht darin, dass viel Wert darauf gelegt wird, dass Feinde erst getötet werden, wenn dies unumgänglich ist. Das Spiel wurde von SWAT unterstützt, die auch eng mit dem Entwicklungsteam zusammenarbeiteten.
Schauplatz des Spiels ist das fiktive Los Angeles des Jahres 2005 (damals noch fünf Jahre in der Zukunft), das Gastgeber einer Weltfriedenskonferenz ist, die jedoch von Terroristen bedroht wird. Der Spieler übernimmt die Steuerung eines fünf Mann starken Einsatzteams. Aus verschiedenen Faktoren, darunter unnötigem Einsatz tödlicher Gewalt, Tötung kooperativer Feinde und korrektem Einsatz der Kommunikationsmittel wird nach Beendigung eine Einstufung der Führungsqualitäten des Spielers errechnet. Medaillen werden anhand der Situationen vergeben, denen sich der Spieler in den Missionen stellen musste, werden jedoch nur selten von einem geringen Führungs-Punktestand beeinflusst.
Die Missionen (es gibt insgesamt 13 in der Kampagne) bieten dem Spieler verschiedene Szenarien, von Verhaftungen Schwerkrimineller und Personenschutz für Würdenträger bis zu Bombenentschärfungen. Die Positionen der Geiseln und Terroristen werden am Beginn jedes Spiels zufällig ausgewählt, wodurch der Spieler das Szenario jedes Mal anders erlebt. Einige der Karten basieren auf real existierenden Gebäuden, wie etwa der Los Angeles City Hall oder dem Convention Center. Im Gegensatz zu anderen Taktik-Shootern erhielt der Spieler während der Einsatzbesprechungen vor dem Start der Mission jedoch keine genaue Übersichtskarte oder Pläne der Raumaufteilung der zu stürmenden Gebäude. Die Entwickler begründeten dies mit der Tatsache, dass auch den echten SWAT-Teams bei ihren Einsätzen nur selten genaue Grundrisse zur Verfügung stehen.
Sierra veröffentlichte später zwei große Updates für SWAT 3: Elite Edition (2000) und Tactical Game Of The Year (2001), die das Spiel um eine Unterstützung für Mods und weitere Spielmodi, Karten, Waffen und Skins erweiterten. Obwohl diese Versionen als neue Spiele in den Handel gebracht wurden, konnten die darin enthaltenen neuen Inhalte auch frei von Sierras SWAT-3-Webseite heruntergeladen werden.

### SWAT 4
Der letzte Teil der Serie, SWAT 4, wurde von Irrational Games entwickelt und im April 2005 veröffentlicht. Er besteht aus 13 thematisch unterschiedlichen Missionen mit über 30 verschiedenen Waffen und Ausrüstungsgegenständen. Das Spiel nutzt die Havok-Physik-Engine sowie die Unreal Engine 2. Außerdem wurden die Multiplayer-Möglichkeiten erweitert. Auch bei dieser Version wird der Running-Gag mit Sonny Bonds (bekannt aus der Police-Quest-Serie, aus der SWAT hervorging) fortgeführt. Sonny Bonds fungiert als der Ausbilder in der Trainingsmission.

### Weitere Titel
1997/98 veröffentlichte Sierra die Police Quest Collection Series, in der alle vier Police-Quest-Adventures und Police Quest: SWAT enthalten waren.
Im Dezember 2003 erschien die Spielesammlung SWAT Generation, in der Police Quest: SWAT, SWAT 2 und SWAT 3 Elite Edition enthalten waren.
Sierra plante außerdem zwei Titel für Spielkonsolen, deren Schwerpunkt vor allem auf purer Action lag. Das erste Spiel, SWAT: Urban Justice, wurde im Jahr 2002 bekanntgegeben, die Entwicklung jedoch ein Jahr später wieder eingestellt. SWAT: Global Strike Team wurde für die Xbox und PlayStation 2 veröffentlicht. Die eher schießwütige Spielmechanik führte zu einigen Spannungen zwischen SWAT und Sierra.
Im Herbst 2007 wurde das Spiel SWAT: Target Liberty veröffentlicht. Der von 3G Studios entwickelte Third-Person-Shooter erschien exklusiv für die tragbare Spielkonsole PlayStation Portable.